# まるみ
有限会社まるみ（ゆうげんがいしゃ まるみ）は、大分県宇佐市にある衣料品店を運営する有限会社。

## 概要
大分県宇佐市院内町に所在。新商品、イベントなどは随時、ビデオにてお知らせしている。
- 名称： 有限会社まるみ
- 所在地 ： 大分県宇佐市院内町山城3-1（北緯33度25分11.2秒 東経131度19分5.1秒 / 北緯33.419778度 東経131.318083度）
- 取り扱い：宇佐市学校備品（カーテンなど）・学校生徒用品[1]・ 紳士服・婦人服・学生服・衣類補正など[2]

## 歴史
有限会社まるみは、当初下駄屋から始まった。
高度経済成長で事業範囲を広げ、院内町最大の総合ショッピングセンターへと変化。当時、衣服にとどまらず、スーパーマーケット事業や娯楽用品、生活雑貨、化粧品などの美容用品等も取り扱っていた。また、従業員の雇用も行っていた。1990年代から段階的に規模を縮小。現在は衣料品のみを専門に取り扱う小売店となった。

## 周辺
- 宇佐市 院内支所
- 宇佐市民図書館 院内分館
- 宇佐市立院内中学校
- 宇佐市立院内中部小学校
- 平成令和の森スポーツ公園

## 交通
- JR九州日豊本線柳ヶ浦駅から車で約25分